# Effet Hans le Malin
Vous lisez un « bon article » labellisé en 2015.
L’effet Hans le Malin, aussi appelé phénomène Hans le Malin ou effet Clever Hans (en anglais : Clever Hans phenomenon ou Clever Hans effect), est un phénomène du domaine de la psychologie qui désigne le fait de transmettre et percevoir continuellement des signaux subtils, généralement de façon involontaire et inconsciente, au cours des interactions sociales. Ces signaux subtils constitueraient une sorte de communication non intentionnelle par laquelle les attentes sont susceptibles d'influencer le comportement d'autres personnes (et inversement, un comportement individuel peut être influencé par les attentes des autres). Le nom de ce phénomène est inspiré de l'histoire du cheval « Hans le Malin », survenue dans les premières années du XXe siècle.
Au-delà de son intérêt évident pour la psychologie, l'« effet Hans le Malin » a eu une influence importante dans le domaine de la psychologie expérimentale, car il remet en question la relation de l'expérimentateur à son objet d'étude et l'impact que peuvent avoir ses attentes sur les résultats qu'il obtient. Il a d’ailleurs été étudié, dans les années 1960, par le psychologue Robert Rosenthal sous le nom d’« effet Pygmalion » et d’« effet expérimentateur ».

## Origines

### Un cheval qui sait compter

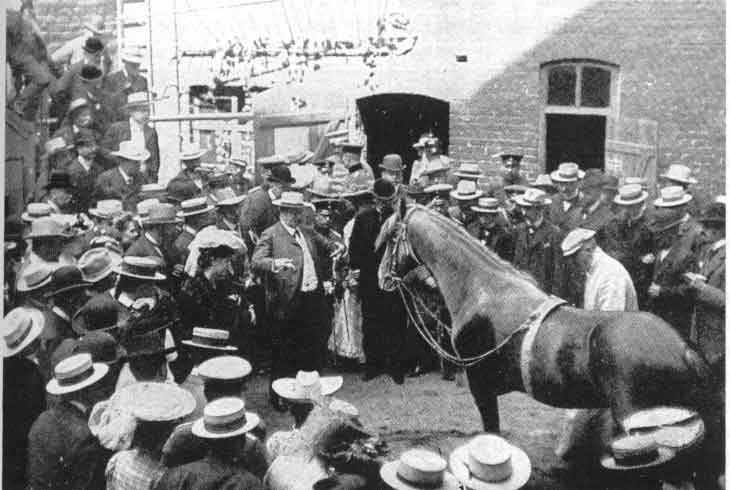
Hans le Malin en représentation.

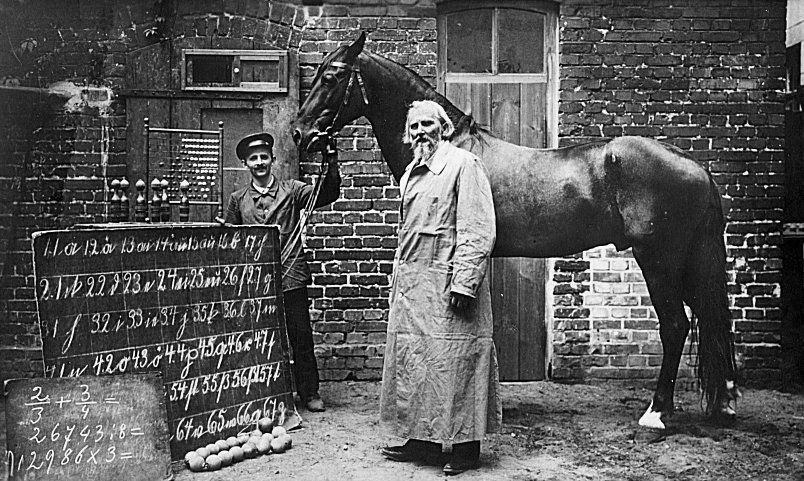
Hans le Malin et son maître Wilhelm von Osten.

Le terme « effet Hans le Malin » trouve son origine dans l'histoire de « Hans le Malin », un cheval qui vivait en Allemagne au début du XXe siècle. Ce cheval appartenait à un aristocrate et ancien professeur de mathématiques, Wilhelm von Osten, qui, persuadé que son cheval était doté d'une intelligence conceptuelle, entreprit de l'éduquer selon les méthodes traditionnelles d'apprentissage utilisées dans les écoles. Au terme de quatre années d'entraînement, Hans (qui fut bientôt appelé « le Malin ») semblait être devenu un expert en arithmétique et en lecture. Le cheval devint rapidement célèbre dans toute l'Europe et provoqua de nombreuses polémiques dans les milieux scientifiques de l'époque. 
La controverse autour de Hans le Malin était telle qu'une commission fut mise en place par le Conseil de l'éducation de Berlin. La commission était chargée de découvrir si les compétences de Hans étaient le résultat d'une fraude ou si le cheval était réellement doté d'une intelligence conceptuelle. Dans leur rapport du 12 septembre 1904, les commissaires conclurent prudemment que « les compétences du cheval ne pouvaient pas être attribuées à une simple fraude, mais que le cas de Hans méritait qu'on s'y intéresse davantage ». C'est Oskar Pfungst qui fut chargé, par l'éminent psychologue Carl Stumpf, d'approfondir l'enquête.
L'observation approfondie du psychologue Pfungst permit rapidement de conclure que Hans ne possédait pas de compétences particulières en arithmétique ou en lecture. Le cheval était, en fait, particulièrement doué dans « l'apprentissage du langage du corps des gens et dans l'utilisation de ces signaux très subtils pour obtenir des récompenses ». Hans, qui répondait en frappant du sabot, savait quand il devait s'arrêter de frapper grâce à de minuscules signaux corporels qu'il percevait chez la personne qui l'interrogeait.

### Débat sur la conscience animale
L'histoire de ce cheval a provoqué un retentissement important à l'époque. Notamment parce qu'elle ravivait un très vieux débat : celui sur la « conscience animale ». Ainsi, Oskar Pfungst, dans le premier chapitre de son livre publié en 1911, explique que si l’on souhaite considérer le cas de Hans, nous devons d'abord comprendre quelle était, à l’époque, la situation sur le problème de la conscience animale. Selon lui, les principes fondamentaux de la psychologie animale ont été questionnés à plusieurs reprises parce que les bases mêmes de cette psychologie reposent sur des fondations incertaines. En effet, étant donné que l’accès direct à la conscience animale est impossible, les psychologues doivent chercher à y accéder par le biais du comportement animal ou en se fondant sur des conceptions issues de la psychologie humaine. Ils ne peuvent donc pas, avec certitude, répondre à la question : « Les animaux possèdent-ils une conscience et ressemble-t-elle à la conscience humaine ? »
Par rapport à cette question, Pfungst explique que la psychologie comparée est divisée en trois groupes :
1. Le premier groupe considère que les animaux possèdent une forme de conscience inférieure : ils éprouvent, selon eux, des sensations et disposent d'images en mémoire de ces sensations qui peuvent être associées en de multiples combinaisons. Ainsi, les animaux pourraient apprendre au travers de l’expérience. Néanmoins, l’animal serait incapable de former des concepts, d’émettre des jugements ou des conclusions et ne pourrait en aucun cas éprouver des sentiments moraux, etc. Cette conception de la conscience animale suggère donc qu'il existe un fossé infranchissable entre cette dernière et la conscience humaine. Cette vision est la plus ancienne puisqu'elle a d'abord été développée par Aristote et les stoïciens, puis enseignée par l'Église chrétienne. Elle a également influencé toute la philosophie médiévale.
2. Le deuxième groupe est plus radical : selon ses membres, les animaux n’ont pas de « vie psychique ». Ils seraient comme des « machines vides » qui réagissent automatiquement aux stimuli externes. C'est René Descartes qui, au XVIIe siècle, introduit cette conception de la conscience chez l'animal. Cette vision n'a prévalu que durant peu de temps, mais elle a eu un impact important car les nombreux désaccords qu'elle a provoqués ont fortement relancé l'étude de la conscience animale.
3. Enfin, le dernier groupe estime plutôt que la conscience animale et la conscience humaine doivent être vues comme faisant partie d’un continuum dont elles ne différeraient pas de façon essentielle mais selon des degrés différents. Cette dernière perspective est celle qui a été développée par les matérialistes (depuis Épicure). Elle a ensuite été adoptée par les associationnistes français et britanniques (tel Étienne Bonnot de Condillac) et les évolutionnistes.

Selon Pfungst, deux tendances apparaissent donc en psychologie animale : d’un côté, il y a ceux qui souhaitent différencier radicalement la psyché humaine de la psyché animale. De l’autre, il y a ceux qui essaient de les considérer ensemble. Il explique que s’il est vrai que certains actes, chez les animaux, ne sont en rien issus d’une pensée de nature conceptuelle, d’autres actes, au contraire, peuvent être interprétés de la sorte. Selon lui, la controverse a lieu précisément à ce niveau là : « Si certains actes peuvent être interprétés comme le résultat d’une pensée conceptuelle, doit-on nécessairement les interpréter comme tels ? ». Pour répondre à cette question, il faudrait, d'après Pfungst, qu’un fait indiscutable apparaisse et permette de trancher en faveur de ceux qui croient en une forme de pensée chez l’animal (ex. : la preuve d’une intelligence conceptuelle). Et c’est là qu’intervient Hans : ce cheval, capable de résoudre des problèmes d’arithmétique, est peut-être enfin « la chose que l’on attendait depuis si longtemps ». 
L’affaire Hans suscita de nombreuses polémiques. Comme le souligne Pfungst dans son ouvrage : « chacun considérait sa propre explication comme la seule correcte, sans pour autant être capable de convaincre les autres. La nécessité ici, n’était pas la simple affirmation, mais la preuve ».
Cette question reste aujourd'hui relativement inchangée puisque l'intervention de Pfungst n'aura pas permis d'y répondre. En effet, il s'est avéré que le cheval ne disposait apparemment pas d'une intelligence conceptuelle, mais qu'il se comportait selon les attentes qu'il percevait chez celui qui l'interrogeait.

### L'effet Hans le Malin ne touche pas que les animaux
Après avoir observé Hans et découvert le secret de ses talents, Oskar Pfungst entreprit de réaliser une nouvelle expérience dans laquelle il prit la place du cheval. En tapant du poing sur la table, il devait répondre correctement aux questions posées par les participants. Ceux-ci n'étaient pas au courant de l'objectif de l'étude menée par Pfungst. Il s'est avéré que « sur 25 interrogateurs, 23 avaient involontairement signalé à Pfungst quand il devait s'arrêter de taper pour donner la réponse exacte ». Aucun des participants ne réalisa qu'il fournissait à Pfungst des indications sur la réponse correcte. Après un temps d'entraînement, Pfungst avait donc acquis les mêmes talents que Hans et put détecter les signaux involontaires et inconscients que lui transmettaient ses interrogateurs. Ces éléments illustrent le fait que l'« effet Hans le Malin » ne se produit pas uniquement avec des animaux mais qu'il opère également entre les humains.

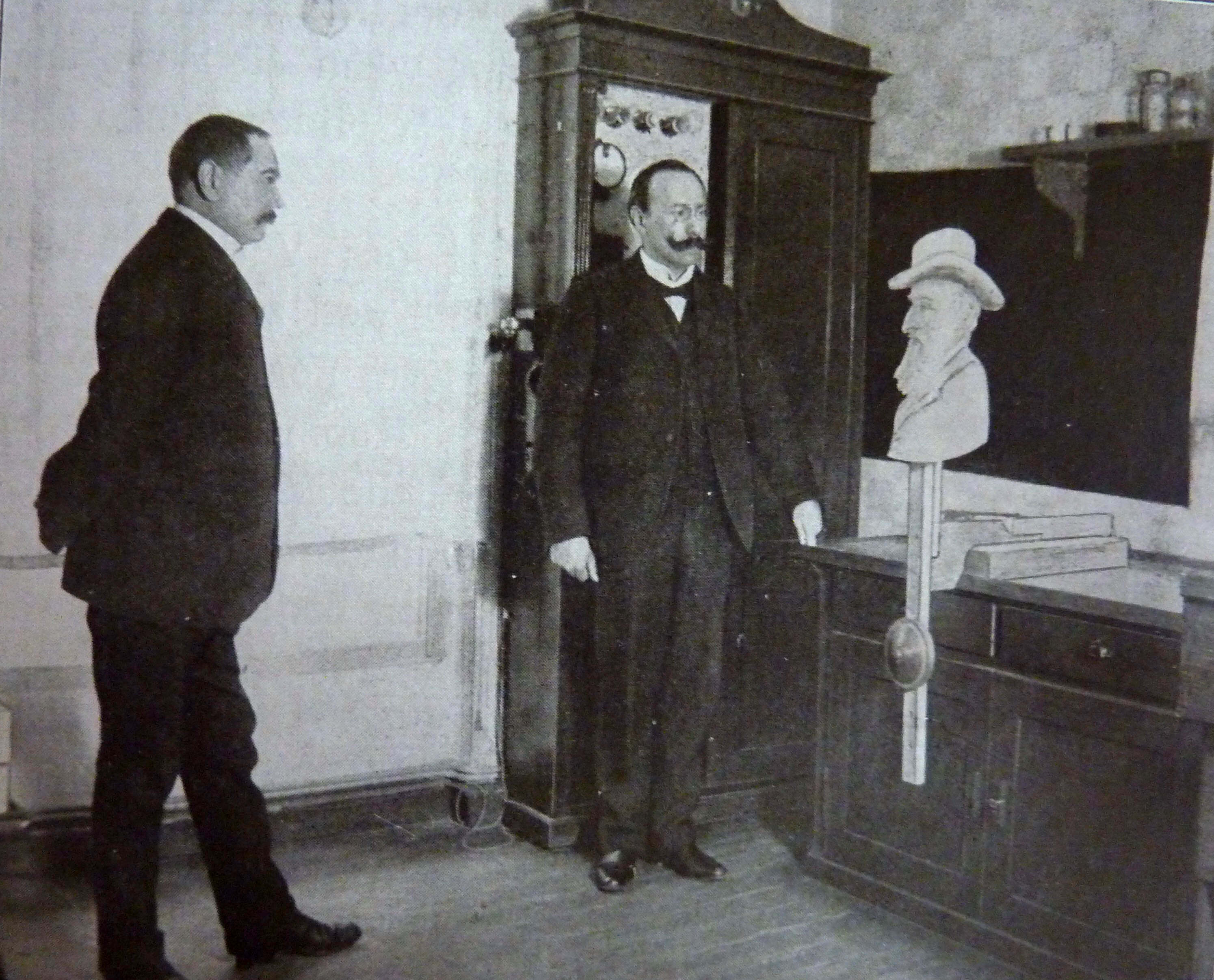
Étude des mouvements corporels effectués involontairement.

### Des questionneurs plus «talentueux» que les autres
Il semble que certains questionneurs aient été plus doués que d’autres pour obtenir des réponses correctes de la part de Hans. En effet, parmi ceux-ci, certains obtinrent presque toujours des réponses exactes, d’autres n’en obtinrent que de temps en temps, et d’autres encore n’en obtinrent pratiquement jamais. Oskar Pfungst en conclut que certains individus doivent disposer de qualités particulières qui influencent considérablement les réponses du cheval et que ces qualités les rendent plus « talentueux » que d’autres pour obtenir des résultats concluants. Ainsi, Pfungst va établir une typologie des caractéristiques qui font de ces individus des « questionneurs de talent ». Parmi celles-ci, on retrouve notamment : du tact, un air dominateur, la capacité d’entrer en contact avec les animaux, une importante capacité d’attention et de concentration, savoir relâcher facilement le contrôle musculaire, pouvoir maintenir une certaine tension (ni trop, ni trop peu) et surtout la capacité « d’avoir confiance » dans les compétences de celui qui est interrogé. Selon Pfungst, c’est avec les « interrogateurs de talent » qu’il pouvait apprendre le plus de choses, car c’est dans leur attitude qu’on détecterait les signaux qui influençaient Hans puisqu’ils produisaient le plus de résultats avec le cheval,.

## Histoire
Outre l'importance dans le débat sur la conscience animale que suscita Hans à l'époque, son histoire eut également une importance toute particulière en psychologie et surtout en psychologie expérimentale. Son cas donna naissance à l'« effet Hans le Malin », aussi appelé « phénomène Hans le Malin » ou encore « effet Clever Hans », c'est-à-dire le fait que nos attentes peuvent influencer le comportement d'un autre être humain ou d'un animal, par le biais de signaux subtils que nous transmettons dans notre propre comportement. Il s'agit donc d'une sorte de communication non intentionnelle qui peut se produire entre des humains ou entre des humains et des animaux.
Cet effet eut un impact important en psychologie expérimentale car il rend compte du fait que les attentes de l'expérimentateur peuvent influencer les résultats qu'il obtient. S'il ne contrôle pas convenablement ce phénomène, il est possible que ses résultats ne reflètent pas la réalité de ce qu'il cherche à évaluer, mais ce qu'il s'attend ou espère évaluer, car il a transmis ses attentes inconsciemment et involontairement à ses sujets. Ainsi, l'effet Hans le Malin est aujourd'hui considéré comme un biais en expérimentation et, à ce titre, est devenu un symbole pour les psychologues expérimentaux. Ce symbole a, par ailleurs, évolué au cours du temps et cette évolution s'inscrit dans l'histoire même de la psychologie expérimentale. L’effet a donc eu (et continue à avoir) une influence considérable sur cette dernière ainsi que dans d’autres domaines de la psychologie. Il a notamment eu un impact important sur la psychologie comparée quant à la question du « comptage chez les animaux » ou encore, des années plus tard, sur la psychologie cognitive en ce qui concerne l’étude de la conscience.

### Une psychologie expérimentale naissante

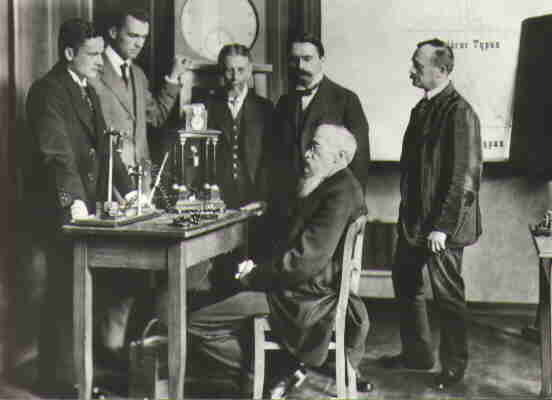
Wilhelm Wundt (assis) avec ses collègues dans son laboratoire.

L’effet Hans le Malin fut découvert et étudié pour la première fois en 1904. À cette époque, la psychologie expérimentale vient tout juste de naître : Wilhelm Wundt avait fondé, 25 ans plus tôt, le premier laboratoire de psychologie expérimentale à Leipzig. C’est donc dans ce contexte particulier d’une psychologie expérimentale naissante que le phénomène Hans le Malin fut étudié. Cet élément eut un impact important sur la façon dont ce phénomène fut analysé à l’époque car on observait alors, parmi un grand nombre de psychologues de cette période, une volonté de « rationaliser » les phénomènes étudiés. La psychologie souhaitait se démarquer des autres disciplines et du savoir profane, elle ne tolérait plus n’importe quel objet d’étude et ses objets d’étude devaient se soumettre à la rigueur scientifique et à la méthode expérimentale. Il ne pouvait donc y avoir de « miracle » dans le cas de Hans ; une explication rationnelle existait forcément et Pfungst tenta de découvrir celle-ci grâce à la méthode expérimentale et à la rigueur scientifique.

### Robert Rosenthal prend le relais
Néanmoins, l’histoire de l’effet Hans le Malin ne s’arrête pas aux découvertes d’Oskar Pfungst. Quelques décennies plus tard, les psychologues en appellent toujours au « fantôme de Hans le Malin » pour « engager les expérimentations dans la voie de la purification ». En effet, l’héritage qu’aura laissé Hans le Malin, en psychologie, est celui de la méfiance : les expérimentateurs ne peuvent oublier qu’ils sont constamment susceptibles d’influencer ceux qu’ils interrogent. Le phénomène Hans le Malin est dorénavant vu comme « l’erreur d’imputation qui menace tout expérimentateur travaillant avec les vivants ».

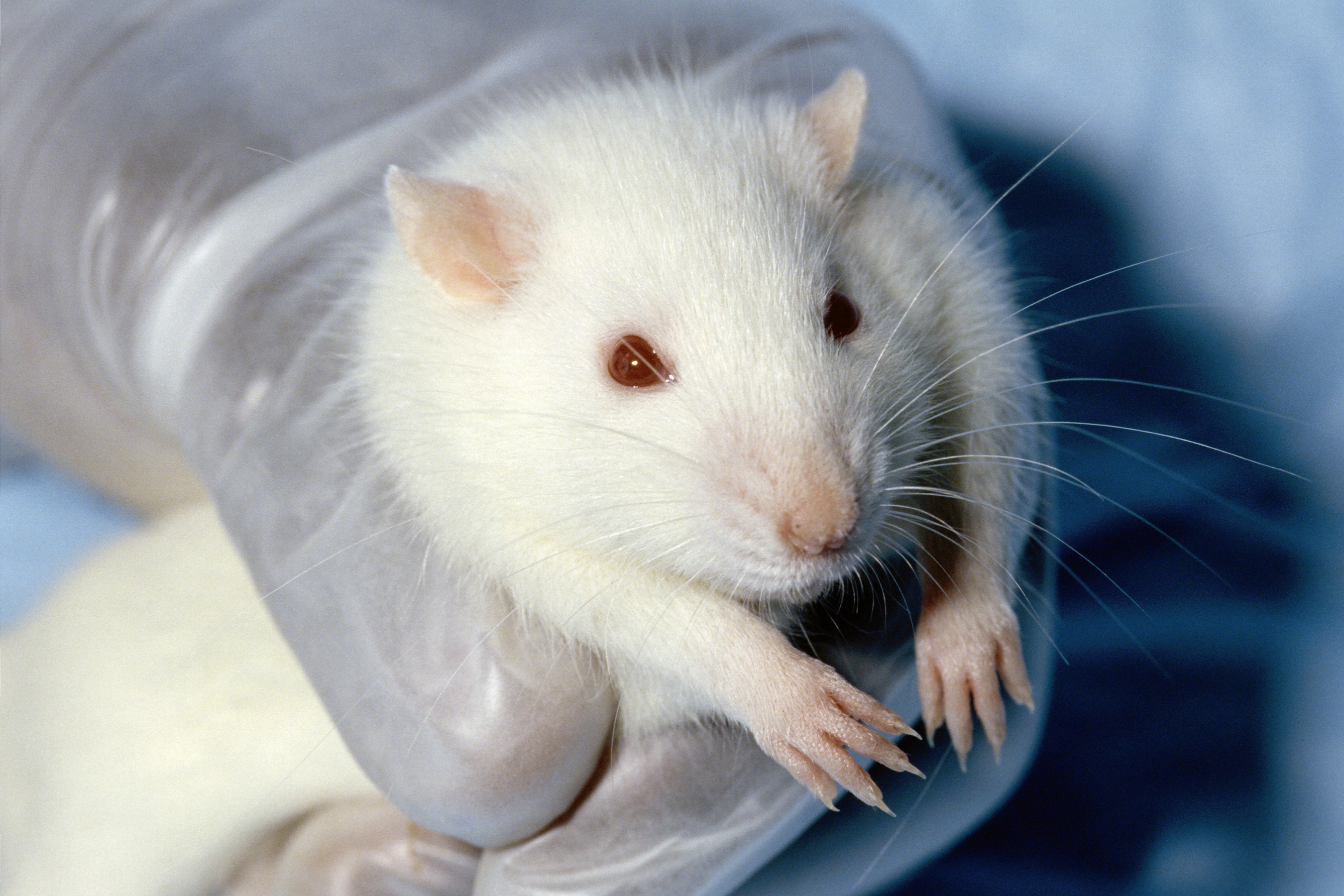
Pour mettre en évidence l'effet expérimentateur, Robert Rosenthal réalise notamment une étude avec ses étudiants à qui il a remis des rats. Il leur a fait croire que certains avaient des rats plus performants que d'autres. Les performances des rats furent ensuite fonction de ce que croyaient les étudiants.

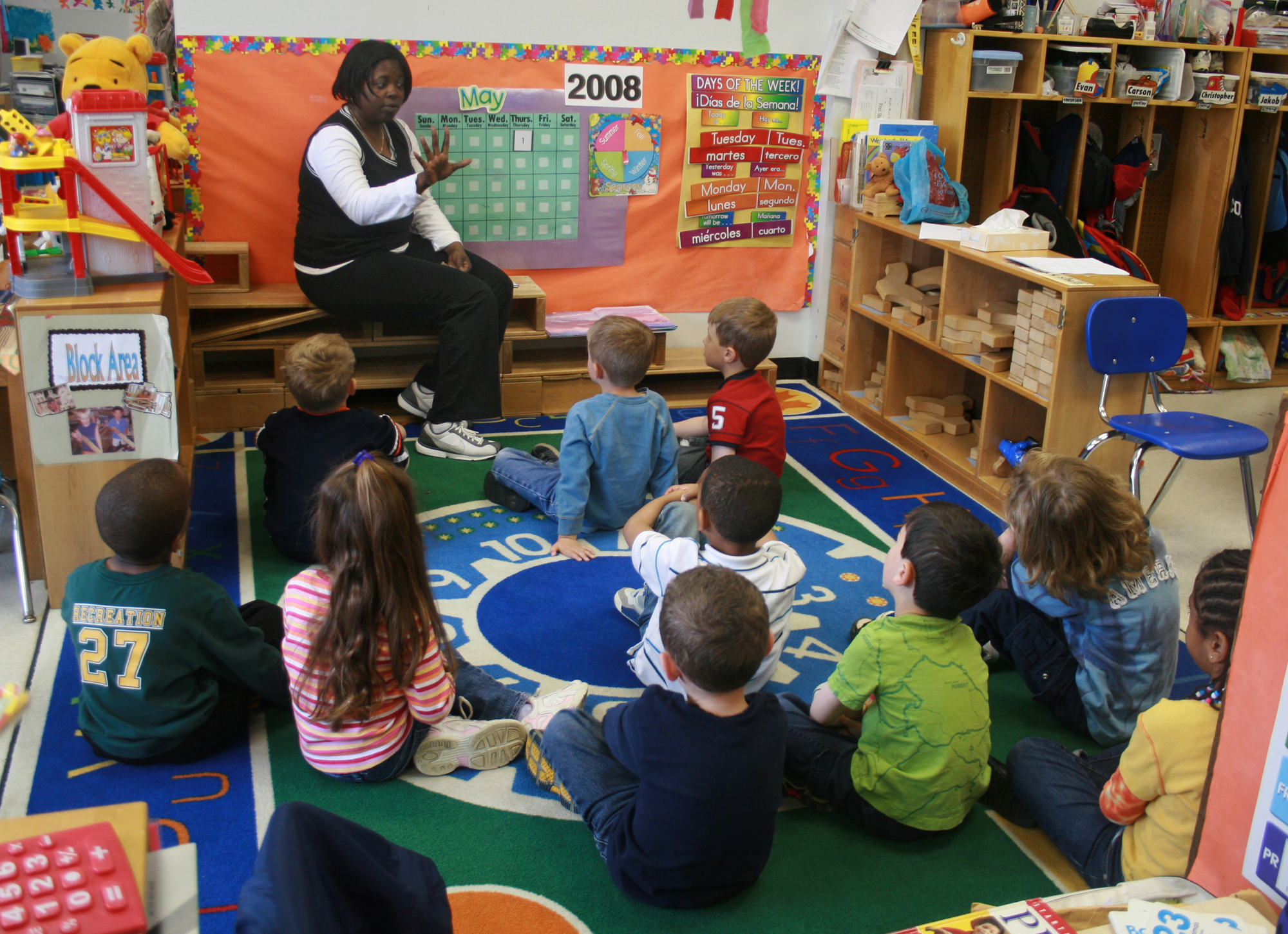
L'effet Pygmalion montre l’influence que peuvent avoir les attentes d’un professeur sur les résultats qu’obtiennent ses élèves.

Dans les années 1960, le psychologue Robert Rosenthal s’intéresse à nouveau à ce phénomène. S’inspirant de la prophétie autoréalisatrice développée par Robert Merton en 1948, il étudie ce qu’il appelle la « réalisation automatique des prophéties interpersonnelles ». Il s’agit d’une notion générale qui désigne le fait qu'« au cours de relations interpersonnelles, ce qu'attend une personne à propos du comportement d'une autre personne peut très bien contribuer à déterminer celui-ci ». À partir de ce concept général, Rosenthal va développer la notion d’« effet expérimentateur » qui met en évidence « les effets de l’attente de l’expérimentateur sur les réponses qu’il obtient de ses sujets ». Il développe également, en collaboration avec Lenore Jacobson, la notion d’« effet Pygmalion » qui montre l’influence que peuvent avoir les attentes d’un professeur sur les résultats qu’obtiennent ses élèves.
Les expériences menées par Robert Rosenthal sur l’effet expérimentateur illustrent le fait qu’à l’époque (et encore aujourd’hui), l’effet Hans le Malin est vu comme une menace pour l’expérimentateur. On voit se développer une radicalisation de la méfiance vis-à-vis de cette menace. Il faudra, dès lors, encore et toujours plus de contrôle dans l’expérimentation. C’est ainsi que naissent des méthodes visant à contrôler de tels biais. C’est notamment le cas de la méthode en aveugle (voire en double ou triple aveugle) ou de l’utilisation de systèmes automatiques de recueil de données afin de minimiser l’impact de l’influence des attentes de l’expérimentateur sur les résultats obtenus par ses sujets.

### L'étude expérimentale des animaux après Hans le Malin
L'expérimentation avec les animaux a également hérité de l’histoire de Hans le Malin. Au moment où se déroule l'histoire de Hans, l’étude expérimentale du comportement et de l'intelligence chez l'animal vient également de voir le jour, notamment avec l'ouvrage d'Edward Thorndike, Animal Intelligence, publié en 1898. L'épisode de Hans le Malin marque donc un tournant dans la manière d'aborder ce genre d’expériences. Désormais, les expériences sur le comportement animal, et en particulier celles sur les capacités de « comptage », renvoient à l’histoire de Hans le Malin et à l’effet du même nom. L'héritage de celui-ci a donc conduit à la radicalisation de la méfiance autour de l’effet Hans le Malin qui, elle, a conduit les expérimentateurs à augmenter le contrôle et à devenir beaucoup plus « conservateurs » dans l’interprétation des données qu’ils obtiennent avec l’animal. Mais cela a parfois eu des conséquences néfastes sur la psychologie car, en restant dans le seul registre du contrôle, les expérimentateurs risquent, d'une part, d’oublier ce qui fait « la singularité de l’expérience interrogeant le vivant », c’est-à-dire ici : une situation sociale (avec ses risques et ses contraintes) dans laquelle naît une relation entre l’homme et l’animal et où l’animal adhère à la demande de l’expérimentateur. En effet, le fait que l’animal choisisse de « s’accorder » ou non à la demande qui lui est faite n’est pas anodin et mérite que l’on s’y intéresse. D’autre part, il semble que, depuis les travaux d’Oskar Pfungst, le discrédit ait été jeté sur les recherches concernant le « comptage » chez l’animal. Or, Pfungst n’a fait que montrer que les compétences arithmétiques qu’on attribuait à Hans n’étaient pas réelles mais il n’a, par ailleurs, en aucun cas démontré que les animaux sont incapables de comprendre les nombres. En effet, une part de la littérature traitant du sujet suggère, aujourd'hui, qu’il existerait certaines formes de compétences numériques chez des espèces animales, notamment avec les nombres abstraits. On parle parfois de « pré-comptage » ou de « proto-comptage »  (en anglais : proto-counting).

### Hans le Malin et l'étude de la conscience dans les sciences cognitives

Les domaines qui ont contribué à la naissance des sciences cognitives.

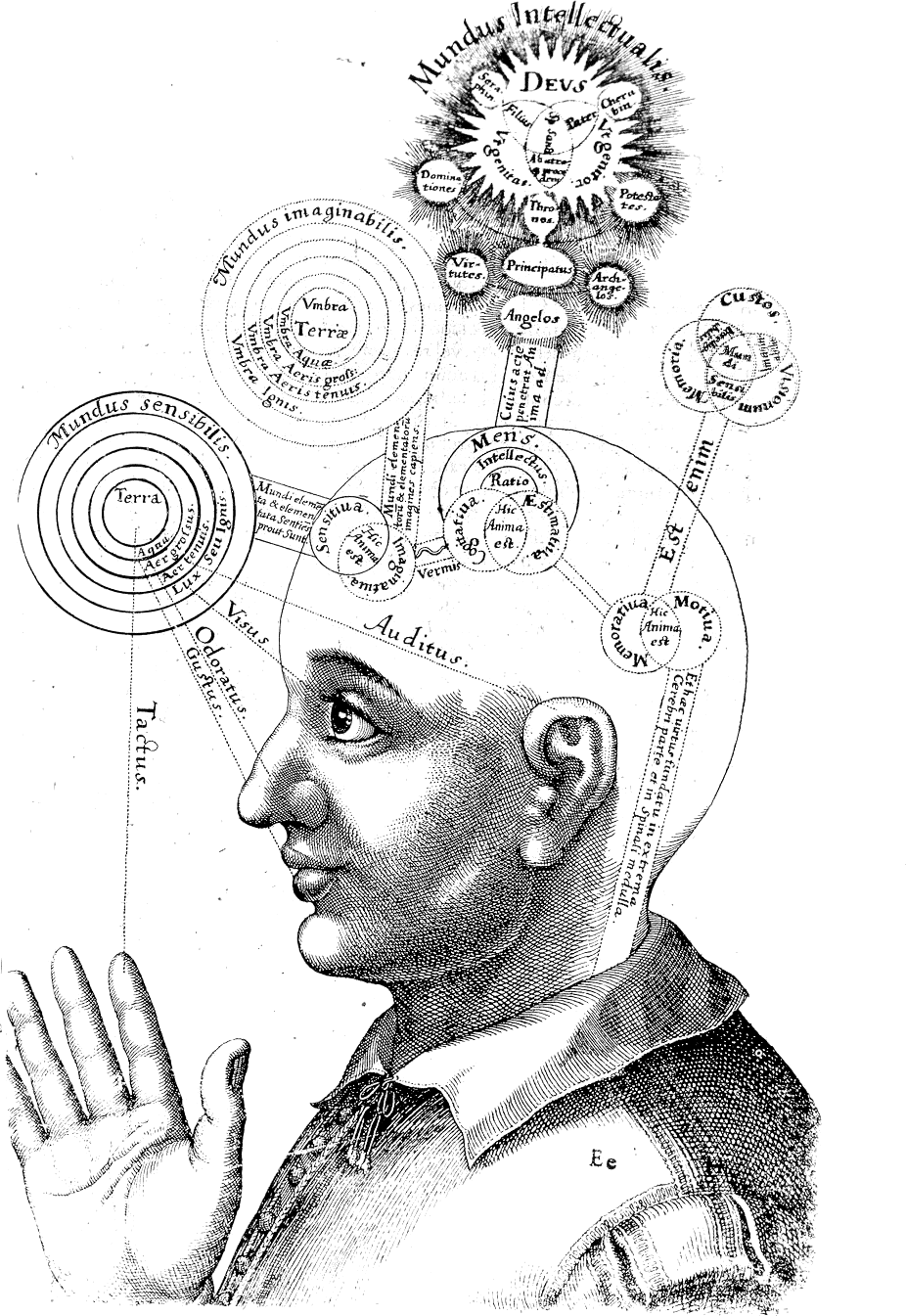
Représentation de la conscience (XVIIe siècle).

Les sciences cognitives naissent bien des années après la disparition de Hans le Malin. Et pourtant, les questions soulevées par cette histoire résonnent encore aujourd’hui dans ces disciplines. Le phénomène amène à se questionner sur le rôle que joue la conscience dans la cognition, car il a montré qu’une partie du comportement peut tout à fait échapper à l’introspection et à l’observation. Il n’y a donc pas forcément une « relation transparente entre cognition et comportement ». En effet, ce n’est pas parce que Hans répondait correctement aux questions, qu’il possédait pour autant des compétences en arithmétique. Il arrivait bien au résultat espéré mais pas par le chemin imaginé. Ainsi, si l’on considère qu’une structure cognitive est responsable d’un comportement particulier à un moment donné, cette considération peut s’avérer inexacte dans d’autres contextes. Le système cognitif est extrêmement complexe et peut être analysé à plusieurs niveaux de description. Par conséquent, plusieurs structures cognitives peuvent être responsables d’un même comportement, et l’utilisation de l’une ou l’autre de ces structures dépend des circonstances dans lesquelles se trouve l’individu. En ce qui concerne la conscience, il est fort probable qu’elle fonctionne de manière similaire. Il ne faut donc pas chercher un seul et unique mécanisme de la conscience, mais plusieurs fonctionnant différemment selon le niveau de description.

#### Articles de recherche
- Axel Cleeremans, « Hans le Malin : Les sciences cognitives à la croisée des chemins », dans Rencontres en Psychologie, Bruxelles, Éditions de l'Université libre de Bruxelles (lire en ligne).
- (en) Harry Miles Johnson, « Reviews and Abstracts of Litterature », Journal of Philosophy, Psychology and Scientific Methods, vol. 8, no 24,‎ 23 novembre 1911, p. 663-666 (lire en ligne, consulté le 30 mars 2015).
- (en) Jan Ladewig, « Clever Hans is still whinnying with us », Behavioural Processes, vol. 76,‎ 2007, p. 20-21.
- (en) Michael J. Marshall et David R. Linden, « Simulating Clever Hans in the Classroom », Teaching of Psychology, vol. 21, no 4,‎ 1994, p. 230-232.
- Alain Morice, « Le cheval et l'alouette : Variations pour Althabe sur le thème de l’implication », Journal des anthropologues, nos 102-103,‎ 2005, p. 503-529 (lire en ligne, consulté le 30 mars 2015).
- Henri Piéron, « Le problème des animaux pensants », dans L'année psychologique, vol. 20, 1913 (lire en ligne), p. 218-228.
- (en) Robert Rosenthal, « Unintended Communication of Interpersonal Expectations », The American Behavioral Scientist, vol. 10, no 8,‎ avril 1967, p. 24.
- Robert Rosenthal, « Le préjugé du maître et l'apprentissage de l'élève », Revue française de pédagogie, vol. 13,‎ 1970, p. 38-49 (lire en ligne, consulté le 31 mars 2015).

#### Ouvrages
- (en) Sarah T. Boysen et E. John Capaldi, The Development of Numerical Competence : Animal and Human Models, Psychology Press, 2014, 296 p. (ISBN 978-0-805-80749-3 et 978-0-805-81231-2, lire en ligne).
- Stanislas Dehaene, La bosse des maths : Quinze ans après, Odile Jacob, 2010, 374 p. (ISBN 978-2-7381-9438-1, lire en ligne).
- Vinciane Despret, Hans : Le cheval qui savait compter, Les Empêcheurs de penser en rond, 2004, 136 p. (ISBN 978-2-84671-097-8).
- (en) Oskar Pfungst, Clever Hans (The horse of Mr. von Osten) : A Contribution to Experimental, Animal, and Human Psychology, New York, Henry Holt & Company, 1911, 274 p. (lire en ligne).
- (en) Eileen Crist, From questions to stimuli, from answers to reactions : The case of Clever Hans, Semiotica, 1997, p. 1-42.